# Bruno Baltazar
Bruno Baltazar (Lisbona, 6 luglio 1977) è un allenatore di calcio ed ex calciatore portoghese, di ruolo difensore.